# 放課後マニア倶楽部 -濃いの欲しいの-
『放課後マニア倶楽部 -濃いの欲しいの-』（ほうかごマニアくらぶ こいのほしいの）は、1997年6月13日にLIBIDOより発売されたアダルトゲーム。『放課後恋愛クラブ -恋のエチュード-』（以後、『恋愛クラブ』と表記）から連なるシリーズの第2作目である。

## 内容
本作は『恋愛クラブ』の人気を受け、そのゲームシステムとビジュアルを踏襲しつつLIBIDOが従来から描いてきたマニアックなセックス描写を追加し、似て異なるパラレルワールドでの出来事を描いた「続編」である。そのため、『恋愛クラブ』で清純派だったヒロインが本作では変態的痴態を繰り広げる点が特徴となっている。
システムは『恋愛クラブ』と同じであるが、そのサブキャラクターであった河合小太郎が本作では主人公として設定されていることや、各ヒロインの攻略ルートが恋愛ルートとマニアルートの2種類に分岐することが、違いとして挙げられる。恋愛ルートは『恋愛クラブ』と同じ展開の純愛ストーリーを小太郎視点で描いたものであり、マニアルートはヒロインをマニアックなセックス嗜好に目覚めさせるものとなっている。また、マニアルートではヒロインの帰り道をストーキングするなど、1日の流れにも若干の違いが存在する。
『恋愛クラブ』の購入者特典として表示される恋愛ルートのグラフィックは男性キャラクターの髪型や配色が変更されているほか、一部のトリミングが異なる。
なお、『恋愛クラブ』のマニュアルにはヒロインのプロフィールに年齢や所属校が明記されていたが、その発売後に倫理規定が改定された（詳細はコンピュータソフトウェア倫理機構を参照）ことを受け、本作のマニュアルでは一部のヒロインの年齢や所属校が黒く塗られており、明記されていない。
『恋愛クラブ』シリーズのように、主人公を別人に変更することによってシナリオの多様化を図る手法は、後年発売の『恋愛組曲』と『Pinup Girls』にも使われた。

## 登場人物
放課後恋愛クラブ -恋のエチュード-#登場人物を参照（ただし、本作には声の出演はなし）。

## 小説版
コアマガジンより出版された。著者は全巻とも翠川登志。
- 放課後マニア倶楽部 -濃いの欲しいの- 1998年11月発売、ISBN 9784877342197
- 続・放課後マニア倶楽部 -濃いの欲しいの- 2000年3月発売、ISBN 9784877343330
- 放課後マニア倶楽部 -濃いの欲しいの- 完全版（上記の2冊をまとめて加筆訂正した完全版） 2003年5月発売、ISBN 9784877346362

## アダルトアニメ版
『放課後マニア倶楽部 -濃いの欲しいの- THE ANIMATION』のタイトル名で、ピンクパイナップルより2003年にDVD全2巻、各30分で発売された。
2008年10月25日には、全2巻をDVD1枚に収録した廉価版『放課後マニア倶楽部 -濃いの欲しいの- THE ANIMATION The Best』が、2014年3月28日には『放課後恋愛クラブ -恋のエチュード-』全2巻と合わせてDVD1枚に収録したさらなる廉価版『放課後恋愛クラブ・放課後マニア倶楽部 ゴールドディスク』がそれぞれ発売された。
2020年現在は、ピンクパイナップルによるダウンロード販売やストリーミング配信が行われている。

### 各巻タイトル
- collection.1 雛子と倫子とM（マゾ）のLesson（発売日：2003年7月25日）
- collection.2 マニア道に出口なし!（発売日：2003年12月19日）

### スタッフ
- 原作 - LIBIDO
- 企画 - 織賀進
- 監督 - ふじもとよしたか（第1巻）、不知火快（第2巻）
- 監修 - 川崎九郎（第2巻）
- 脚本 - ひまじん企画室
- 絵コンテ - 高橋丈夫（第1巻）、松川真夏（第2巻）
- キャラクターデザイン - 瀬上幸男、嘉手苅睦（第2巻）
- 音響監督 - 倒海底王
- ジャケット原画 - 黒田和也
- エグゼクティブプロデューサー - かのひで
- アニメーションプロデューサー - 渡嘉敷八起
- アニメーション制作 - ひまじん
- 製作 - Softgarage、ピンクパイナップル
- 販売 - ピンクパイナップル
- 販売代理 - JSDSS（廉価版のみ）
- 販売代行 - GPミュージアムソフト（廉価版のみ）

### 主題歌
エンディングテーマ「Treasure Box」
作詞 - 六ッ見純代 / 作・編曲 - 浅田直 / 歌 - ラブ♡マニア（大竹美佳、小島めぐみ、東野里加）

## 評価
ライターの南敏久は、『美少女ゲームマニアックス』の中で、本作のマニアルートの内容を実録ハードSM雑誌『マニア倶楽部』の世界観に通ずると評している。それと同時に、南はあるヒロインを放尿させるまでに苦労したと語り、一筋の尿にすら感慨深さの残る、近頃の鬼畜系とはまた一味違う作品だったとも述べている。
また、同書籍のコラム「影の主役？ 主人公たちの挽歌」におけるベスト主人公ランキングでは7位にランクインしており、選者は「リビドー得意のスカトロ知識を詰め込んだ設定もさることながら、『恋愛クラブ』で見せる小心者っぷりとのギャップは、ある意味、Hシーン以上のものがあるのでは？」と述べている。